# ケビン・ガーネット
ケビン・モーリス・ガーネット（Kevin Maurice Garnett, 1976年5月19日‐ ) は、アメリカ合衆国サウスカロライナ州グリーンビル出身の元プロバスケットボール選手。NBAのミネソタ・ティンバーウルブズやボストン・セルティックスなどで活躍した。ポジションは主にパワーフォワード。愛称は「K.G」や「Big Ticket」など。
1995年のNBAドラフトにて大学に進学せず高校から直接NBA入りをした選手として注目を集め、以後、ミネソタ・ティンバーウルブズのエースとしてシーズンMVP、オールNBAチーム、オールディフェンシブチームなどの各賞を受賞したほか4年連続でリバウンド王に輝くなど、長身に俊敏さを兼ね備えたオールラウンドな才能を武器にリーグを代表する選手として活躍。2007年には12年間過ごしたティンバーウルブズを離れてボストン・セルティックスに移籍し、そのシーズンのセルティックス優勝の原動力となった。そして、2022年にセルティックスで着用していた背番号「5」は永久欠番となった。

## 経歴

### 生い立ち
ケビン・モーリス・ガーネットはサウスカロライナ州グリーンビルで生まれる。両親は結婚しておらず、そのためガーネットと彼の姉は美容師の母シャーリーによって育てられるが、女手一つで2人の子供を養うのは容易ではなく、さらに次女が生まれたことで一家はしばしば経済的困難に直面した。実父オールイス・マカルーは学生時代、地元では名の知られたバスケットボール選手だったが、少年ガーネットも夜中に自室の窓からこっそり抜け出しては近所のプレーグラウンドに通い詰めるほどのバスケ少年となり、1980年代に一世を風靡したマジック・ジョンソンに強い憧れを抱いた。ガーネットが7歳の頃、シャーリーはアーネスト・イルビーと結婚するが、新しい父はスポーツに対してあまり理解を示さず、シャーリーとアーネストはガーネットに勉学に励むことを望んだこともあり、ガーネットは高校に進学するまではまともなチームでプレーする機会はなかった。一家はガーネットが12歳のときに同州マーディンに移住する。なお、母シャーリーはエホバの証人の信者であったため、ガーネットは周囲の子供たちとは一風変わった少年時代を過ごし、彼が初めてクリスマスを祝ったのはプロ入りした19歳の時だった。

### 高校時代

#### モールディン高校
1991年、ガーネットは地元モールディン高校に入学。同校のバスケチームでガーネットは初めて組織化された試合を経験するが、彼は1年目のシーズンにて平均12.5得点14.0リバウンド7.0ブロックの成績を残す。なお、プロ入り後も着用し続ける事になる背番号『21』はこの頃から使用しているが、これは当時セント・ジョンズ大学で活躍していたマリック・シーリーを意識してのことだった（このシーリーとは後にミネソタ・ティンバーウルブズ時代にチームメートとなる）。あたかも憧れのマジック・ジョンソンのようにオールラウンドな才能を発揮し始めたガーネットは、2年目のシーズンにはあらゆるポジションをこなす優秀な選手へと成長する。一方で学業は順調とは言いがたく、学校側は学校のスターである彼に専門の家庭教師を付けようとしたが、この頃からすでにNBA入りを意識していたガーネットは学校のこの申し入れを拒んでいる。3年目のシーズンには平均27.0得点17.0リバウンド7.0ブロックの成績を残し、チームをサウスカロライナ州のチャンピオンシップに導くと共に自身は州のMr.バスケットボールに選ばれた。3年生にしてこのタイトルを獲得するのは同州初の快挙であった。NBA入りを目指すガーネットは順調なバスケキャリアを歩んでいるように見えたが、しかし1994年5月に事件は発生する。校内にて黒人と白人の学生たちによる乱闘が発生。駆けつけた警官たちは乱闘の周囲にいた学生全員を逮捕し、その中に偶然近くを通っていたガーネットも含まれていた。ガーネットは保釈金を払って釈放されるが、この乱闘事件のニュースは全米を駆け巡り、これまでにガーネットが築き上げてきた評判は一瞬にして壊されてしまうことになった。同時期に長年の親友であったエルドリック・レーモンを交通事故で失うという悲劇も重なったガーネットは、裕福ではなかった少年時代にそうしたように、辛いこの時期をバスケットに情熱を傾けることで切り抜けようとした。ガーネットは夏にアマチュア・アスレチック・ユニオンの有名な大会であるケンタッキー・フープフェスに出場。ここでの活躍が認められ、全米から優秀な高校選手が集まるナイキ・サマーキャンプへ招待された。この場でガーネットはイリノイ州シカゴにあるファラガット高校から参加したロニー・フィールズと親交を深めるが、ガーネットの境遇を知ったフィールズはガーネットにシカゴに来るよう誘った。母と姉の同伴のもとシカゴを訪れたガーネットは、ファラガット高校での再出発を決意した。

#### ファラガット高校
結果的にガーネットの再出発は大きな飛躍となった。サウスカロライナの小都市から全米有数の大都市であり、多くの高校生スター選手が犇くシカゴへの転居は、ガーネットを選手として大きくステップアップさせると共にメディアへの露出も増やす結果となったのである。ガーネットと後にプロ選手となるロニー・フィールズに率いられたファラガット高校アドミラルズはシーズンを28勝2敗の成績で勝ち抜き、イリノイ州チャンピオンへと上り詰める。ガーネット個人は平均25.2得点17.9リバウンド6.7アシスト6.5ブロックの成績を記録し、イリノイ州のMr.バスケットボールに選ばれている。また12月、セントルイスのキールセンターで開催されたコカ・コーラ／クモックス・シュートアウトでは会場を埋めた12,926人の観衆と名門大学のコーチ、そしてNBAスカウト陣を前にアドミラルズを58-55の勝利に導いた。

#### ドラフトへの道のり
当初ガーネットは大学への進学を目指していた。当時NBA入りするには名門大学で活躍することでNBAスカウトからの注目を集めた上でNBAドラフトで指名されることが、ほとんど唯一の道と思われていたからである。しかしファラガット高校でガーネットはGPAでは3.8を取得していたが、一方でACT（アメリカ大学進学適性テスト）はパスしておらず、このことは彼がNCAAでプレーできるかについて疑問を投げ掛けた。ガーネットは受験対策のために設けられた特別クラスに編入していたが、ACTでは必要な17点を得ることができなかった。大学進学への道には霧が立ちこめる中、バスケット選手としての評価は上がる一方のガーネットには、大学よりも高校卒業後すぐにNBA入りする方がよりスマートな方法に思えるようになった。1995年4月、ガーネットは高校オールスターゲームであるマクドナルド・オールアメリカンゲームに参加するためにセントルイスに居た。ここで当時ガーネットと同じく高校スター選手だったヴィンス・カーター、シャリーフ・アブドゥル・ラヒーム、そしてステフォン・マーブリーと出会うが、マーブリーとは特に親しい関係を築き、この夏には彼と引っ切り無しに電話をし合ったため、毎月の電話料金は莫大な数字となったという。オールスターゲームでは18得点11リバウンド3ブロックをあげてチームを126-115の勝利に導き、自身はMVPを受賞。さらにUSAトゥデイ紙がその年の全米年間最優秀選手にガーネットを選んだことで、かねてからあったガーネットが高校卒業後直接NBA入りするのではないかという推測が勢いづき、また専門家たちはもしガーネットがドラフトにエントリーすれば1巡目で指名されるだろうと予測した。そして彼らの多くは1974年に19歳の若さでアメリカン・バスケットボール・アソシエーション (1967-1976年)のユタ・スターズに入団した往年の名選手、モーゼス・マローンと比較した。
そしてガーネットは1995年のNBAドラフトへのエントリーを決意する。ガーネットと同じように高校卒業後すぐにNBAでドラフト指名されたのはダレル・ドーキンスとビル・ウィロウビーが指名された1974年のNBAドラフトが最後であり、それから実に20年以上も後のことである。つまり当時のNBAには高校卒業直後の選手がプロの世界で通用するかについてのサンプルが無く、ガーネットは1995年ドラフトの不確定要素となった。ドラフト候補生の中にはカレッジバスケで活躍したジョー・スミスやアントニオ・マクダイス、ジェリー・スタックハウス、ラシード・ウォーレスらがおり、より洗練されている彼らを指名する方がNBAチームにとっては安全な選択であった。しかし7フッター（身長213cm）級の長身にガード並みの技術と広い視野を持ち合わせるガーネットには多くの潜在能力が秘めているように見え、NBAスカウト陣にとっても無視できない存在だった。ミネソタ・ティンバーウルブズの新任バスケットボール部門副社長、ケビン・マクヘイルもそんな高校生選手に注目する人物の一人だった。ティンバーウルブズは1989年に誕生して以来、勝率4割を超えたことがない弱小チームであり、前年の1994-95シーズンも21勝61敗と大きく負け越しており、1995年のドラフトでは5位指名権を持っていた。
ドラフト当日の6月28日。ジョー・スミス、アントニオ・マクダイスと、上位指名には予想通りの名前が並ぶ中、候補生の中で一際幼く、細く見えるケビン・ガーネットの名前は5番目に呼ばれた。19歳のNBA選手の誕生であった。その直後、ガーネットは高校時代のコーチから電話でSAT (大学進学適性試験)の成績が970点であったことを知る。それは彼が大学でもプレーできる資格が十分にあったことを意味していた。

### ミネソタ・ティンバーウルブズ （1995-2007）

#### キャリア初期
ガーネットが入団した1995-96シーズン、ミネソタ・ティンバーウルブズ（以下、ウルブズ）は移行段階の真っ只中に居た。開幕当初のヘッドコーチ、ビル・ブレアはクリスチャン・レイトナーと新加入のトム・ググリオッタを先発フォワードに据え、新人ガーネットをベンチ起用した。ガーネットのNBA入りは、アマレ・スタウダマイアーやレブロン・ジェームズ、ドワイト・ハワードらといった高卒スター選手の登場を促すが、ガーネットのルーキーイヤーは彼らほど華々しいものではなかった。ガーネットは確かに長身も才能も持ち合わせていたが、回りの百戦錬磨のベテラン選手に比べて明らかに身体の線が細く、まだプロで活躍できるほどの肉体は出来上がっていなかった。ガーネットは毎晩のように自分よりも遥かに体格の良い選手に吹き飛ばされることとなり、彼にとってのルーキーイヤー前半は辛いものとなった。しかしガーネットを重用しないブレアHCをマクヘイルは20試合目で解雇し、後任にフリップ・ソーンダーズを起用。ガーネットに大きな可能性を感じたソーンダーズは彼を先発に抜擢し、さらにレイトナーにガーネットのサポートに回るよう指示した。この指示を不服としたレイトナーはソーンダーズHCに反発したことでシーズン中にチームから放出され、結果的にガーネットには多くのチャンスが回ってくるようになり、シーズン後半にはダブル・ダブルを連発するようになった。最終的には平均10.4得点6.3リバウンド1.8アシストをあげてオールルーキー2ndチームに選出され、チームは26勝56敗の成績だった。なお、シーズン終了時点で19歳と11ヶ月だったガーネットは、当時は歴代最年少のNBA選手だった。
1996年のNBAドラフトでマクヘイルはガーネットと組めるガードの選手を探していた。そして目に留まったのがジョージア工科大学で活躍したステフォン・マーブリーだった。ガーネットにとってはマーブリーのウルブズ入りは願ってもないことであり、彼自身もマーブリーの勧誘に熱心に動いた末、ドラフト当日、マーブリーはミルウォーキー・バックスから4位指名された後、将来のドラフト指名権と引き換えにウルブズにトレードされた。ガーネットとマーブリーの若いデュオはユタ・ジャズのカール・マローンとジョン・ストックトンと比較されるようになり、チームのエースであるトム・ググリオッタと共にチームの核を占めるようになった。そして迎えた1996-97シーズン、ウルブズは40勝42敗の成績でチーム史上初のプレーオフ進出を果たし、平均17.0得点8.0リバウンド3.1アシスト2.1ブロックを記録したガーネットは2年目にして初のNBAオールスターゲーム（コーチ選出）に出場。マジック・ジョンソン以後、最年少のオールスター選手となった。チームにとってもガーネットにとっても会心のシーズンとなったが、プレーオフではアキーム・オラジュワン、そしてガーネットと同ポジションの大スター選手であるチャールズ・バークレー擁するヒューストン・ロケッツの前に3戦全敗で完敗を喫する。今後ガーネットは個人としては順調にスターの階段を上っていくこととなるが、プレーオフではこの1回戦突破にとことん苦労することになる。

#### フランチャイズプレイヤー
1998年の夏にフリーエージェントとなるガーネットは1997-98シーズン中からウルブズとの再契約交渉が始まったが、ガーネットがウルブズが提示した6年総額1億200万ドルという大型契約を断ったという報道はバスケットボール界に衝撃をもたらした。そして最終的に合意に至った6年総額1億2,600万ドルという前代未聞の数字に、アメリカのプロスポーツ界は震撼する。この額を多くの専門家らは危険視した。それはガーネット一人にあまりに多くの年俸が集中するため、ウルブズは満足に補強できないのではないか、というものだった。またこの契約は当時のNBA最大の懸案事項であった選手のサラリー高騰を加速化させるものとなり、これは後に最悪の結果となってNBAに降りかかる事になる。これらの報道は1997-98シーズンのガーネットに巨大なプレッシャーを与えることになったが、ガーネットは1月3日のデンバー・ナゲッツ戦で自身初のトリプル・ダブルとなる18得点13リバウンド10アシストをあげると、オールスターにはファン投票によって選出され、ウルブズ初のオールスター先発選手となった。シーズン後半にはエースのトム・ググリオッタが膝の故障に見舞われるもチームはむしろ勝ち星を増やし、最終的には45勝37敗の成績を残して2年連続のプレーオフ出場を果たし、ガーネット個人は平均18.5得点9.6リバウンド4.2アシスト1.8ブロック1.7スティールを記録した。シーズン通算786リバウンド、ダブル・ダブル達成回数45回、総出場時間3,222分はウルブズのフランチャイズ記録となった。プレーオフではゲーリー・ペイトン率いるシアトル・スーパーソニックスと対戦、先にシリーズに王手を掛けるも、2勝3敗で敗れて2年連続で1回戦負けを喫した。
1998年夏、まだ21歳のガーネットが6年総額1億2,600万ドルという超大型契約を結ぶ。同時期の7月1日、NBAはロックアウトに突入。これにより新シーズンの1998-99シーズンは50試合に短縮されるという異例の事態となるが、ロックアウト発生の要因の一つにガーネットの巨額契約もあるとされている。混乱の中で始まった1998-99シーズンに入ると、今度はチーム内で問題が発生。ガーネットと共にウルブズの将来を支えるはずだったマーブリーがプレー内容で度々コーチ陣と衝突した末にチームに対してトレード要求し、シーズン中にニュージャージー・ネッツに去ってしまったのである（ガーネットの契約にマーブリーが嫉妬したからだとも言われている）。トム・ググリオッタもフリーエージェントとなってチームを去っていたためウルブズの陣容は変貌（テレル・ブランドンやガーネットと同期のジョー・スミス、学生時代のガーネットが憧れたマリック・シーリーが新加入している）。契約上では超一流となったガーネットでは成績上でも大台の平均20得点10リバウンドを突破する20.8得点10.4リバウンド4.3アシスト1.8ブロック1.7スティールを記録して初めてオールNBA3rdチームに選ばれ、一流選手の仲間入りを果たしたが、チームは25勝25敗と前年よりも勝率を下げてしまい、プレーオフではまたしても一回戦で、ガーネットとは同い年で同じポジション、そしてこの年のファイナルMVPを受賞するティム・ダンカン擁するサンアントニオ・スパーズに敗れる。
1999-2000シーズン、期待の新人ウォーリー・ザービアックが加入したウルブズは順調なシーズンを送り、チーム史上初の50勝到達となる50勝32敗を記録。ガーネットは平均22.9得点11.8リバウンド5.0アシスト1.6ブロック1.5スティールという素晴らしい成績を残し、シーズン平均20得点10リバウンド5アシスト以上を達成したリーグ史上9人目の選手となった。またシュートエリアも拡大したガーネットは3ポイントシュート成功率で37.0%というパワーフォワードとしては異例の成績を残し、さらに12月27日のオーランド・マジック戦ではフランチャイズ記録となる23リバウンド、オールスターでは20得点10リバウンド5アシストの好成績を記録している。ガーネットはオールNBA1stチーム、オールディフェンシブ1stチームに同時に名を連ね、名実共にリーグを代表する選手となったが、プレーオフではポートランド・トレイルブレイザーズの前に1勝3敗で敗れ、5年連続のプレーオフ1回戦敗退を喫している。さらに5月20日にはマリック・シーリーがガーネットの誕生日パーティーからの帰りに飲酒運転のトラックに轢かれて死亡し、ガーネットは精神的に打ちのめされた。不幸は続き、ウルブズがジョー・スミスと結んだ契約が違法であることが発覚し、ウルブズには350万ドルの罰金が課せられると共に今後5年間のドラフト指名権が剥奪される羽目となった。ガーネットの巨額契約にドラフト指名権剥奪と、ウルブズの補強策は八方塞となった。
2000-01シーズン、ガーネットは平均22.0得点11.4リバウンド5.0アシスト1.8ブロック1.4スティールを記録してオールNBA1stチーム、オールディフェンシブ2ndチームに選ばれたがチームは噛み合わず、新加入にはチャンシー・ビラップスの顔もあったがチームに勢いは生まれなかった。47勝35敗の成績に終わったウルブズはプレーオフ1回戦でスパーズの前に1勝3敗で敗れている。
プレーオフ1回戦敗退を繰り返すNBA史上最高額の契約を保持するウルブズのエースに、その実力を疑問視する声が内外から聞こえ始める中始まった2001-02シーズン。ソーンダーズはチームの構成に変更を加え、211cmのガーネットをスモールフォワードに起用。ジョー・スミスをパワーフォワードに、ザービアックはシューティングガードに起用し、ブランドンの怪我の影響もあってチャンシー・ビラップスにより多くの出場機会を与えた。開幕6連勝と勢いに乗ったウルブズは50勝に復帰し、ガーネットは平均21.2得点12.1リバウンド5.2アシスト1.6ブロックをあげてオールNBA2ndチーム、オールディフェンシブ1stチームに選ばれた。2002年のポストシーズンはガーネットの社交界デビューの場となると思われたが、人々の期待はダーク・ノヴィツキー、スティーブ・ナッシュ擁するダラス・マーベリックスによってウルブズが3戦全敗を喫するという形で裏切られた。6年連続プレーオフ1回戦敗退という事実を前に、ガーネットに対する批判は方々で聴かれるようになり、マジック・ジョンソンはガーネットが「チームメートが彼を必要とする時、彼は姿を消してしまう」と彼のクラッチ能力に疑問を示し、そしてガーネット最大の擁護者であったはずのマクヘイルでさえもガーネットはより攻撃的なる必要があると指摘した。
これらの批判を跳ね返すためにガーネットはオフに非常に厳しいトレーニングを自身に課し、栄養士や個人トレーナーを雇い、ヨガも取り入れるなど自己改造に余念が無かった。2002-03シーズンのガーネットは素晴らしい成績を残す。平均出場時間は初の40分超えとなる40.5分となり、ラリー・バード以来史上2人目となる4年連続平均20得点10リバウンド5アシスト以上達成となる23.0得点13.4リバウンド6.0アシストを記録。フィールドゴール成功率は初の50%以上となる50.2%を記録した。オールスターでは37得点9リバウンド5スティールをあげてオールスターMVPに輝き、シーズンMVP受賞すら視野に入ったが、しかしウルブズの不調和は相変わらずで、さらにザービアックが故障でシーズンの半分を欠場。ウルブズの歴代最高勝率は更新するものの、51勝31敗の成績に終わり、MVP投票ではティム・ダンカンに次ぐ2位に留まった（オールNBA、オールディフェンシブ両チームでは1stチームに選ばれている）。そしてプレーオフではシャキール・オニール、コービー・ブライアント擁するロサンゼルス・レイカーズの前に2勝4敗で敗れる。NBA入りして早8年目、キャリアではそろそろベテランの域に足を踏み入れつつある当時まだ26歳のガーネットは、これで7年連続のプレーオフ1回戦敗退となった。

#### 2004年のMVP受賞

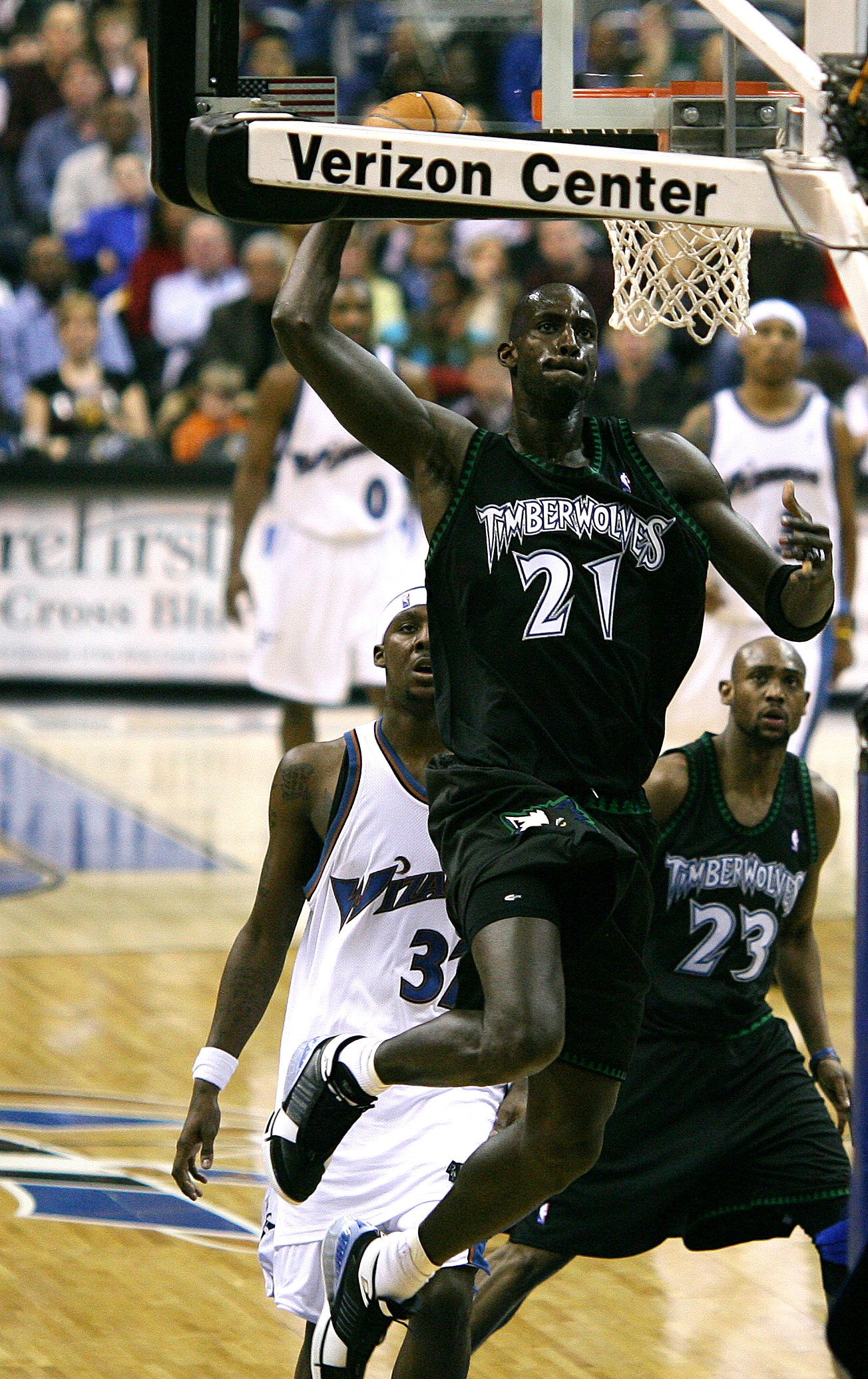
ティンバーウルブズ時代のガーネット

ケビン・マクヘイルとウルブズは2003-04シーズンに備えてかつてない大型補強を実行。彼らは2人の好選手の獲得に成功する。一人は得点能力に長けたスイングマンのラトレル・スプリーウェル、もう一人は攻撃的なポイントガードであるサム・キャセールである。スプリーウェルは精神的に不安定な部分はあるもののウルブズに欠けていた爆発力をもたらし、そして2度の優勝経験を持つキャセールはプレーオフで勝ち残る術を知っており、またガーネットとのピック&ロールはウルブズの重要な得点パターンとなった。大成する兆しを見せない未完の大器であるセンターのマイケル・オロウォカンディにはアーヴィン・ジョンソンをサポートさせた。新たな陣容で迎えた新シーズン。ウルブズは序盤こそ勝ち負けを繰り返す不安定な時期を過ごすも、徐々に波に乗り始めると、シーズン終盤には9連勝を飾って一気にウエスタン・カンファレンスのトップに躍り出て、リーグ全体でもインディアナ・ペイサーズに次ぐ2位となる58勝28敗の成績を残した。強力なチームメートを得たガーネットは自身も会心の成績となる平均24.2得点13.9リバウンド5.0アシスト2.2ブロックを記録。平均24.2得点はリーグ全体でも3位、さらに通算1,987得点はリーグ1位となり、通算フィールドゴール成功数・試投数でもリーグ1位となったばかりでなく、初となるリバウンド王にも輝いた。通算得点と平均リバウンドでリーグトップに立つのはNBAにとって29年ぶりの快挙であった。オールNBA、オールディフェンシブの1stチームに選ばれたガーネットは、さらにシーズンMVPを受賞。ガーネットとウルブズは過去最高のレギュラーシーズンを過ごした。
そして迎えたプレーオフ1回戦。対戦相手はこの年デビューを果たしたカーメロ・アンソニー擁するデンバー・ナゲッツだったが、ウルブズは4勝1敗でナゲッツを下し、ついにチーム史上、そしてガーネットにとってもNBA9年目、8度目の挑戦にして初のプレーオフ1回戦突破を果たした。カンファレンス準決勝では西を代表する強豪チームであるサクラメント・キングスと対戦。実力伯仲の両者は最終第7戦までもつれる熱戦を演じ、そして最後は32得点21リバウンド5ブロック4スティールを記録したこの年のMVPの活躍で、83‐80で勝利したウルブズが4勝3敗でこのシリーズを制し、ついにカンファレンス決勝へと駒を進めた。しかしウルブズはこの激戦で高い代償を払ってしまい、ポイントガードのキャセールは背中を負傷、控えのトロイ・ハドソンも負傷するなど、ガード陣が壊滅状態となった。カンファレンス決勝の相手はウルブズと同じくシーズン前に大型補強をしたロサンゼルス・レイカーズだったが、ガーネットは苦しいチーム事情の中で時にポイント・フォワードとしてプレーし、チームを牽引したが、ウルブズは2勝4敗で敗退。ガーネットの優勝の夢は叶わなかった。

#### フラストレーション
2004年のミネソタの熱狂は翌2004-05シーズンまで持続することはなかった。ウォーリー・ザービアックは健康を取り戻したが、サム・キャセール、ラトレル・スプリーウェル、トロイ・ハドソンの3人はうまく共存することができず、再びウルブズ内には不和が蔓延することになり、ガーネットの孤軍奮闘の日々に逆戻りとなった。ガーネットは6年連続平均20得点10リバウンド5アシスト以上となる22.2得点13.5リバウンド5.7アシストを記録し、2年連続のリバウンド王、オールNBA2ndチーム、オールディフェンシブ1stチームに輝き、リーグ1位となる69回のダブル・ダブルを達成、フェニックス・サンズとの試合ではキャリアハイとなる47得点を記録したが、ウルブズは前年より大きく勝率を落とす44勝38敗の成績に終わり、優勝を争うどころかプレーオフ出場すら逃した。ガーネットにとってはルーキーイヤー以来となるプレーオフ不出場だった。
チームは急速に崩壊していき、2005年のオフには3年2,100万ドルのオファーを蹴ったスプリーウェルがチームを去り、さらにキャセールもトレードに出され、代わりにやって来たリッキー・デイビスやマルコ・ヤリッチらは2人の穴を埋められるほどの選手ではなかった。2005-06シーズン、ガーネットは3年連続リバウンド王に輝く平均21.8得点12.7リバウンド4.1アシストの成績を残し（6年続けてきた平均20得点10リバウンド5アシスト以上の記録はついに途切れる）、オールディフェンシブ2ndチームに選出されるも7年連続選出されてきたオールNBAチームの選考からは漏れ、チーム成績は33勝49敗と更に下降する。
2006年のNBAドラフトでは全体6位指名でブランドン・ロイを指名するが、ウルブズは直後にランディ・フォイとの交換でロイをポートランド・トレイルブレイザーズにトレードに出している。ちなみにロイはこのシーズンの新人王に輝き、その後リーグ有数のシューティングガードに成長を遂げる逸材であった。目立った補強の無いまま始まった2006-07シーズン。ガーネットは平均22.4得点12.8リバウンド4.1アシストと例年通りの成績を残して4年連続のリバウンド王に輝くが、チーム成績は下降の一途を辿り、この年は32勝50敗に沈んだ。自身は全盛期の真っ只中にありながらチームは益々上位戦線から遠ざかる日々は彼を打ちのめし、チームに対して常に忠誠的であったガーネットについに「トレード」を口走らせた。プロ12年目、すでに31歳となっていたガーネットは勝てるチーム、優勝できるチームでのプレーを望んだ。

#### トレードへの道のり
2007年のオフ、ウルブズのオーナーのグレン・テイラー、ガーネットを見出したケビン・マクヘイルはガーネットが望むトレードを模索し始めた。リーグ有数の選手であり、絶対にミネソタを去ることはないと見られてきたガーネットがトレードを希望しているという噂が巷を駆け抜け、ガーネット争奪戦は一気に加熱。シカゴ・ブルズ、ロサンゼルス・レイカーズ、ゴールデンステート・ウォリアーズ、インディアナ・ペイサーズ、ボストン・セルティックス、フェニックス・サンズ、ダラス・マーベリックスと、様々なチームがガーネット獲得に手を挙げた。
当初、ボストン・セルティックスはガーネットの有力な移籍候補とは見られていなかった。なにしろガーネットが望んだ移籍先は優勝を狙えるチームであり、イースタン・カンファレンス最下位に沈むセルティックスへの移籍などは論外であり、セルティックスのGM、ダニー・エインジからの誘いを最初は断った。しかし2007年のNBAドラフト当日にセルティックスはトレードでリーグ随一のピュアシューターであるレイ・アレン獲得に成功。セルティックスには弱小チームで埋もれつつもリーグ屈指のスモールフォワードと評価されているポール・ピアースがおり、このトレードはガーネットの心を大きく揺り動かした。そして2007年7月13日、ガーネットのボストン・セルティックス行きが正式に発表される。トレード内容はウルブズからのガーネット一人に対し、セルティックスからはアル・ジェファーソン、ライアン・ゴメス、セバスチャン・テルフィア、ジェラルド・グリーン、テオ・ラトリフの5人に加え、将来のドラフト指名権×2という内容であった。1対7というトレード内容は、1人の選手に対する対価としてはNBA史上最大であったが、この内容であってもウルブズにはもっと良い条件を引き出せたはずという指摘が多かった。
このトレードにより、ガーネットは12年間過ごしたウルブズから去ることが決まった。一つのチームでプレーし続けたという点で12シーズン（通算927試合出場）という長さは当時の現役選手の中では最長だった。長年ウルブズに尽くしてきたガーネットの忠誠心は広く知られており、そのためミネソタのファンたちにもこのトレードは好意的に受け入れられた。同じ年、ロサンゼルス・レイカーズのコービー・ブライアントがチームにトレード要求した末にファンから大きな反感を買った事とは対照的だった。

### ボストン・セルティックス（2007-2013）

#### ボストンでの成功
ボストンに集ったポール・ピアース、レイ・アレン、そしてケビン・ガーネットの3人は、強力なトリオとして注目を集めた。3人の年俸総額だけでチームの全予算の1/4を占めた（ガーネットは2009年で切れる現行の契約満了後の3年総額6,000万ドルの契約にサインしている）。人々はセルティックスの大きな成功を予想し、80年代にセルティックスの黄金期を築き上げたラリー・バード、ケビン・マクヘイル、ロバート・パリッシュのトリオと比較して、ピアス、アレン、ガーネットの3人をビッグスリーと呼び、かつての栄光の復活を期待した。一方で3人に戦力と予算が集中し過ぎているという指摘もあり、ガーネットやアレンとのトレードで閑散としているロスターの補強が急務となったが、一躍優勝候補筆頭に躍り出たセルティックスへの移籍を多くの選手が望み、セルティックスはジェームス・ポージー、P.J.ブラウン、そしてガーネットとは元チームメートのサム・キャセールの獲得に成功している。なお、学生時代以来一貫して着用し続けていたガーネットの背番号『21』は、セルティックスではビル・シャーマンの永久欠番に指定されているため、ガーネットは背番号『5』でプレーすることになった。
ガーネットの雄叫びする姿がTDガーデンの巨大スクリーンに映し出されて始まったセルティックスの2007-08シーズン開幕戦。セルティックスはワシントン・ウィザーズを103-83で一蹴し、ガーネットは22得点20リバウンド5アシスト3スティール3ブロックという文句のつけようがない成績でボストン市民の前に登場した。セルティックスは怒涛の勢いで勝ち続けた。ピアス、アレン、ガーネットの3人はアンセルフィッシュな性格でポジションも重ならないため上手く噛み合うだろうと予想されたが、彼らの相性の良さは前評判以上で、セルティックスは最初の32試合を29勝3敗の成績で消化する。彼らの成功の鍵はディフェンスの大幅な強化であったが（平均90.3失点はリーグ2位、被FG成功率41.9%はリーグ1位）、その根幹となったのがガーネットの存在であり、彼の気迫漲るディフェンスはセルティックスのディフェンス力を劇的に向上させるだけでなく、選手たちの意識改革をも促した。ガーネットのこのシーズンの個人成績はウルブズでエースを務めていた頃と比べればずっと劣る平均18.8得点9.2リバウンド3.4アシストだったが（9年間続けてきた平均20得点10リバウンド以上はこの年に途絶えた）、むしろガーネットへの評価は上がり、オールスターファン投票では1位となる2,399,148票を集め（腹部の怪我のため、試合には出場できなかった）、オールNBA1stチーム、オールディフェンシブ1stチームに名を連ねると共に、NBA最優秀守備選手賞をも受賞した。長い歴史を誇る名門セルティックスだが、同賞を受賞したのはガーネットが初めてだった。また3月8日のメンフィス・グリズリーズ戦では史上32人目となる2万得点を達成している。レギュラーシーズンが終わってみればセルティックスの成績は66勝16敗。前年の24勝から42勝を上積みする史上稀に見る大躍進だった。
プレーオフに入ってもセルティックスに敵無しと思われたが、ファイナルへの道のりは茨の道となった。1回戦、37勝45敗とセルティックスより遥かに劣る成績で9シーズンぶりのプレーオフ進出を果たしたアトランタ・ホークスに、セルティックスは第7戦まで粘られるという思わぬ大苦戦を強いられたのである。第7戦でようやくホークスを退けたセルティックスだったが、次に待ち受けていたのがレブロン・ジェームズ率いるクリーブランド・キャバリアーズだった。ここでもセルティックスは大苦戦し、シリーズはやはり第7戦までもつれた末に、今度も辛うじてキャバリアーズを退け、カンファレンス決勝進出を決めた。ここまでホーム全勝、ロード全敗という極端な勝ち方、負け方をしているセルティックスは、第1シードの特権であるホームコートアドバンテージの恩恵によって辛うじて勝ち上がってきたが、チャンシー・ビラップス擁するデトロイト・ピストンズとのカンファレンス決勝第2戦でついにボストンでの敗北を喫してしまう。セルティックスのNBAファイナル進出に黄色信号が点ったかに見えたが、しかしデトロイトでの第3戦ではガーネットの22得点13リバウンド6アシストの活躍もあってセルティックスがロード初勝利をあげると、その後の3試合を2勝1敗としたセルティックスが4勝2敗でシリーズを制し、ついにセルティックスにとっては21年ぶりの、プロ13年目を迎えるガーネットにとっては初のファイナル初進出を決めた。
ファイナルではセルティックス永遠のライバルであるロサンゼルス・レイカーズとの21年ぶり10回目の名門対決が実現。一時不遇の時期を味わった西の名門もこの年にパウ・ガソルを獲得してコービー・ブライアント、ガソルのビッグデュオが完成し、4年ぶりのファイナル進出を決めていた。ついに優勝が手に届くところまできたガーネットは、この大舞台で全試合で二桁リバウンドをあげるなど気迫のプレーを見せた（全試合でリバウンド二桁はデニス・ロッドマン以来である）。第1戦で24得点13リバウンドをあげてレイカーズに先制パンチを浴びせると、問題のロード3連戦を1勝2敗で切り抜け、そして王手を掛けて迎えた第6戦ではガーネットの26得点14リバウンド4アシスト3スティールの活躍で序盤からレイカーズを圧倒し、前半だけでこの日の勝利を決定付けてしまった。すでに死に体となったレイカーズにセルティックスは第4Q、ガーネットをはじめとする主力選手をベンチに下げ、会場にはSteamの"Na Na Hey Hey Kiss Him Goodbye"の大合唱が鳴り響く中、ガーネットはコートサイドからセルティックスが22年ぶり17回目の優勝を果たす瞬間を見届けた。試合終了のブザーが鳴り響くと共にガーネットはコート中央に駆け寄り、センターサークルに描かれたレプラコーンに跪き、口付けをして「Top of the world！」と叫び続けた。
初優勝以降
チャンピオンチームとして臨んだ2008-09シーズンもガーネットを中心とした強固なディフェンスは健在であり、チームは開幕から好調を維持し、シーズン途中にチーム史上最多の19連勝を達成する。オールスターにもガーネット含めビッグスリーが揃って出場し、順調に連覇への階段を上っているかに見えた。しかし、2月19日の対ユタ・ジャズ戦、ガーネットは膝を故障するアクシデントに見舞われる。当初はそれほど重い怪我ではないとされていたが、最終的にこの怪我によってプレーオフを含む今シーズン残り全ての試合を欠場することとなってしまう。守備の要であるガーネットを失ったチームはディフェンスが悪化し、ガーネットが欠場した後半22試合の平均失点は99.3点にまで跳ね上がってしまった（08-09シーズン全体では93.4失点）。控えのレオン・ポウやグレン・デイビスらも懸命に穴を埋めたが、ポウも終盤に靱帯断裂の大怪我を負い、チームへの負担はさらに増すこととなってしまった。ガーネットを失ったチームは最終的にカンファレンス2位、62勝20敗の成績でプレーオフに駒を進めるも、1回戦で格下と見られたシカゴ・ブルズに第7戦まで持ち込まれ、うち4試合でオーバータイムに突入する(計7回)という大苦戦を強いられる。なんとかブルズを退けるも、ピアースやアレン、ロンドら主力の疲労が限界に達し、カンファレンス準決勝でオーランド・マジックと対戦するも、第7戦までもつれた末に敗退した。皮肉にもディフェンスにおけるガーネットの存在感が欠場することによって改めて大きく示されたシーズンとなってしまった。
2009-10シーズン、ガーネットは膝の痛みに悩まされ続け、平均出場時間は30分を下回る29.9分、個人成績は14.3得点7.3リバウンドとなり、オールNBA、オールディフェンシブ両チームいずれにも選考されなかったのは12年ぶりのことだった。オールスターには選ばれ、通算13回目の選出は史上3位タイとなった。大黒柱の不調でセルティックスは波に乗れず成績は50勝32敗と伸び悩み、ファイナルは遥かなる頂のように思われたが、成長目覚ましいレイジョン・ロンドの活躍でセルティックスはプレーオフを勝ち抜き、カンファレンス準決勝ではシーズン最高勝率を収めたクリーブランド・キャバリアーズを4勝2敗で破り、ガーネットはキャバリアーズの新戦力、アントワン・ジェイミソンをシリーズを通して封じて見せた。カンファレンス決勝、オーランド・マジックとのシリーズではリーグ最強センターのドワイト・ハワードをガーネットを中心とした組織的なディフェンスで抑え、4勝2敗でシリーズを制して誰もが予想しなかったファイナル進出を果たした。ファイナルでは前年チャンピオンのロサンゼルス・レイカーズと2年ぶりの対決。勢いに乗るセルティックスは充実のレイカーズに対して最初の5試合を3勝2敗と先に王手を掛ける大健闘を見せたが、優勝を賭けた第6戦で先発センターのケンドリック・パーキンスが負傷退場するという不運に見舞われ、ガーネットも万全とは程遠く、インサイドが手薄となったセルティックスは2連敗を喫してしまい、惜しくも優勝は逃した。

### ブルックリン・ネッツ（2013-2015）
2013年6月28日、ポール・ピアース、ジェイソン・テリーとともにブルックリン・ネッツに移籍した。

### ミネソタ・ティンバーウルブズに復帰  (2015-2016)
2015年2月19日、サデウス・ヤングとの交換トレードで、ミネソタ・ティンバーウルブズに8年振りに復帰した。

### 引退後
2016年9月23日に現役引退を表明。2017年1月10日きセルティックス時代の恩師ドック・リバースがヘッドコーチを務めるロサンゼルス・クリッパーズのチームコンサルタントに就任した。
2020年に現役時代の多大な功績が評価され、コービー・ブライアントらと共にバスケットボール殿堂入りしたことが発表された。
2022年3月14日にTDガーデンにて、セルティックス時代に着用していた背番号「5」の永久欠番セレモニーが行われ、セルティックス時代の同僚ながら、マイアミ・ヒートへの移籍が理由で長年不仲となっていたレイ・アレンとも和解した。

## プレースタイルと評価

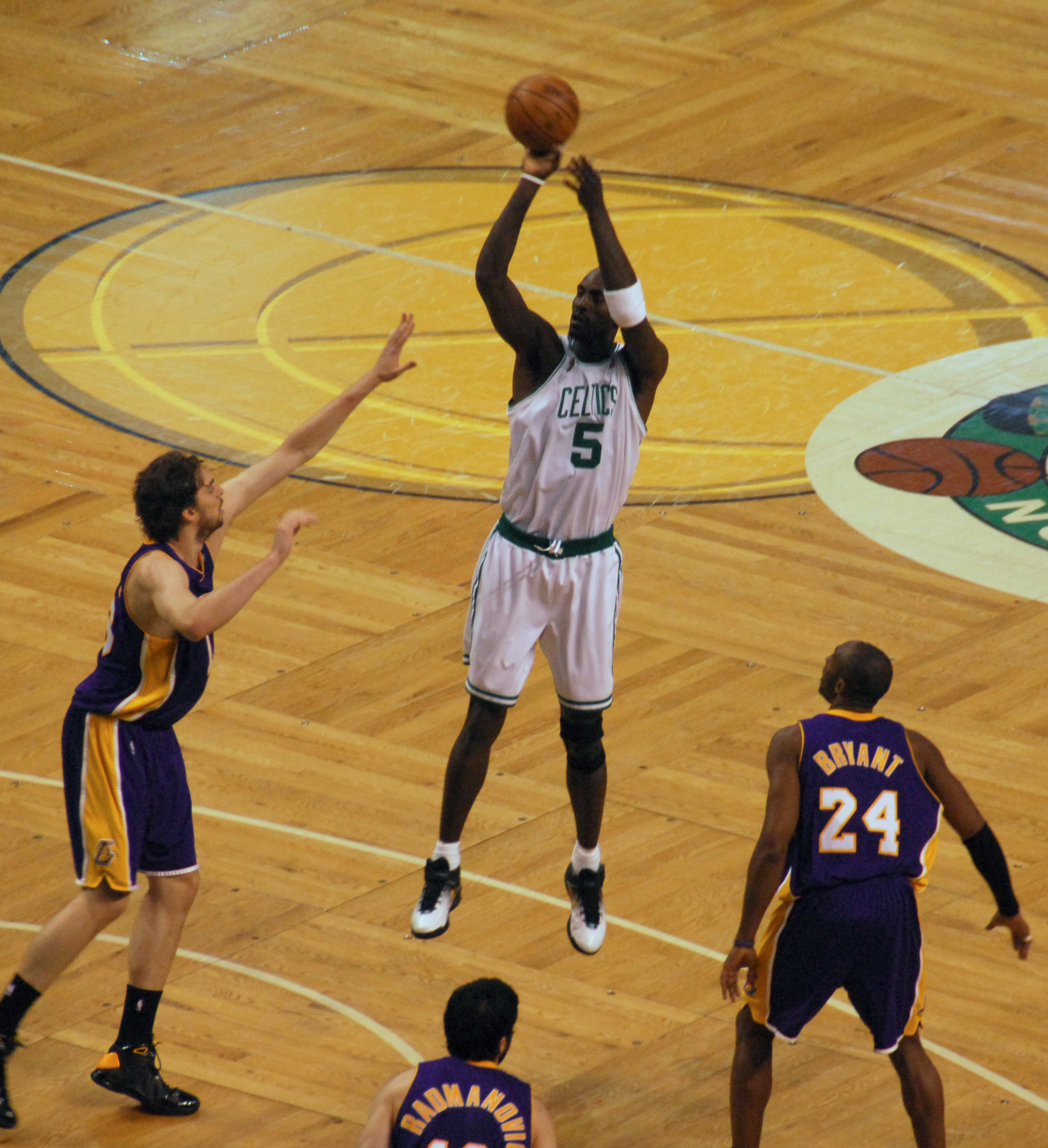
ガーネットのフェイダウェイジャンプシュート。素早いステップと打点の高さから、ブロックすることは極めて困難。

毎シーズン、あらゆるカテゴリーで高い数字を残す、NBA屈指のオールラウンダー。
211cmの長身に見合わない、クイックネスとフットワークをもつ。素早いステップからの、打点の高いフェイダウェイジャンプシュートは、ビッグマンでもブロックすることは極めて困難である。良いパサーでもあり、高さの利を活かしたポストプレーを多用し、相手を引き付けてからオープンとなった味方にパスを捌く。アシストの多さも、ガーネットの特徴である。シュートレンジも広く、ペリメーターシュートを得意とする。安定性の高いプレーに長けている反面、爆発力には欠ける。特筆すべきはディフェンス能力であり、これまでに歴代トップタイの7回のオールディフェンシブ1stチームに選出されている。2003-04シーズンから、4シーズン連続でリバウンド王を獲得。スティールやブロックショットなどのスタッツでも、安定した成績を残している。また、この時代では1番から5番まで守れる選手はガーネット以外いなかったと言っても過言ではない。そして、何よりチームディフェンスを統括する大黒柱であり、片時も手を抜くことがない姿勢が最も評価されている。また、非常にアンセルフィッシュ（非自己中心的、非利己的）な選手であり、それがガーネットの長所でもあり、唯一の弱点である。ウルブス時代、ヘッドコーチを務めていたドウェイン・ケイシーは、「ガーネットが、もう少し積極的だったら」と嘆いており、エースになりきれないガーネットを批判した。しかし、セルティックス移籍後は、ガーネットがもたらしたディフェンス力とインサイドでのオフェンス、意識改革によってチームを優勝へと導いた。
同世代のティム・ダンカンとはよく比較されるが、ダンカンがきわめて冷静沈着にプレーするのとは対照的に、ガーネットは闘志を剥き出しにして熱くプレーするタイプであり、情熱的なプレーも彼がファンから支持される要因の一つである。
ディフェンスではダンカンはゴール下の守護者として振る舞うのに対し、ガーネットは守備範囲が広くヘルプディフェンダーとして振る舞い、1番から5番まで守れる素早さが特長。
チームメートには頼りになるリーダーとして振る舞い、その面倒見の良さや強力なリーダーシップは広く知られている。一方で敵チームの選手に対しては苛烈なトラッシュトークを見舞うことでも有名である。スポーツ・イラストレイテッド誌が2010年に173人のNBA選手に対して行ったアンケートで、ガーネットは最も激しいトラッシュトーカーとして2位のコービー・ブライアントの7%を大きく引き離す62%の票を集めている。

## 影響

### ドラフト
大学に進学せず、高校から直接NBA入りしたガーネットの成功は、ドラフト候補生の低年齢化という現象を招き、以後コービー・ブライアントをはじめ、アマレ・スタウダマイアー、レブロン・ジェームズ、ドワイト・ハワードらといった高校卒業直後にNBA入りするケースが急増し、高校卒業後、あるいは大学在学中にアーリーエントリーすることがNBAのスタンダードとなった。しかしNCAAからの反発もあって次第にドラフト候補生の低年齢化は問題視されるようになり、2005年のNBAドラフトからはエントリーの年齢制限18歳から19歳に引き上げられ、事実上高校卒業直のNBA入りは不可能となった。

### 高額契約
1990年代のNBAは国際的な人気の高まりと共に選手のサラリー高騰という問題を抱えており、1998年にガーネットが結んだ6年1億2,600万ドルという巨大契約はその問題に拍車を掛け、ついには1998年のロックアウトを引き起こしたとされている。将来有望とは言え、当時は未だ一流選手の域には達していなかった21歳のガーネットが他の多くのベテランスター選手を上回る契約を結んだことは様々な波紋を呼び、1998年の夏にフリーエージェントとなった選手たちがチームに対して次々と高額契約を要求。サラリー高騰の一因となっていたラリー・バード例外条項撤廃を目論んでいたオーナー側はこの現象に危機感を募らせ、選手会と対立した結果、ロックアウトに突入する羽目となった。
またこの超大型契約はガーネット自身をも苦しめる結果となった。チームの予算がガーネット一人に集中し過ぎたためにミネソタ・ティンバーウルブズは大胆な補強に動くことができず、万年プレーオフ1回戦敗退の原因となったとされている。また彼の高額契約は多くのチームメートから嫉妬を買ったと言われ、ステフォン・マーブリーやラトレル・スプリーウェル、サム・キャセールらといったガーネットと一緒にウルブズを支えるはずだった選手たちは短期間でチームを去ってしまった。

### ウエイトトレーニング
ガーネットは高身長と優れた運動能力等、バスケットボール選手にとっては恵まれた素質を多く持っていたが、NBA入り直後は体重100kg未満と非常に線が細く、選手同士の衝突による怪我を防ぐため筋力強化に力を入れた。フィジカルなNBAのリバウンド王となれたのも、天性だけではなく地道なウエイトトレーニングによる体重増加の恩恵であると言える。アマレ・スタウダマイアー、レブロン・ジェームズ、ドワイト・ハワードらといった後続の高卒選手にもガーネットの経験は生かされ、若手選手の間にウエイトトレーニングの重要性が浸透した。

### 本当は7フッター？
ガーネットを語るときしばしば取り上げられる話題が、彼の身長についてである。公式では6フィート11インチ（211cm）とされているが、長年ファンや関係者の間では彼は7フィート（213cm）以上ではないかと噂され続け、半ば彼が7フッターであることが事実であるかのように扱われてきた。NBA選手には本来の身長を偽って登録する者も多いが、多くの場合は実際の身長よりも高く申告するのだが、彼のように実際の身長よりも低く申告するのは珍しかった。2007年のオールスターでのインタビューでは実際の身長を「約212cm」と答えており、また別のインタビューではドラフトの測定時にふざけて猫背のまま測ったのがそのまま登録されてしまったとも語っている。

## その他
- 子供の頃から背が高く、12歳の時には身長が2mあったらしいが、その後は成人までに11cmほど（上記のように身長に関しては諸説あり）しか伸びていない。
- 2004年夏にブランディ・パディーラと結婚した。結婚式のためその年のアテネオリンピック代表入りを辞退した。
- アール・マニゴートの半生を描いた映画「リバウンド」にウィルト・チェンバレン役で出演した。
- サッカー好きとしても知られ、イングランドプレミアリーグのチェルシーFCのファンである。またロサンゼルス・ギャラクシーの試合も度々観戦する姿が目撃されている。
- 愛称は最も良く使われる"K.G"のほか、"The Big Ticket"、"Mr.Everything"、"Da Kid"、"The Franchise"がある。
- 2019年、映画アンカット・ダイヤモンドに本人役で出演し、アダム・サンドラーと共演する。
- 親日派であり1999年NBAジャパンゲームのため来日、日本人と積極的に交流した。

## 個人成績

### レギュラーシーズン
| シーズン     | チーム       | GP   | GS   | MPG  | FG%  | 3P%  | FT%  | RPG   | APG | SPG | BPG | TO  | PPG  |
| ------------ | ------------ | ---- | ---- | ---- | ---- | ---- | ---- | ----- | --- | --- | --- | --- | ---- |
| 1995–96      | MIN          | 80   | 43   | 28.7 | .491 | .286 | .705 | 6.3   | 1.8 | 1.1 | 1.6 | 1.4 | 10.4 |
| 1996–97      | MIN          | 77   | 77   | 38.9 | .499 | .286 | .754 | 8.0   | 3.1 | 1.4 | 2.1 | 2.3 | 17.0 |
| 1997–98      | MIN          | 82*  | 82*  | 39.3 | .491 | .188 | .738 | 9.6   | 4.2 | 1.7 | 1.8 | 2.3 | 18.5 |
| 1998–99      | MIN          | 47   | 47   | 37.9 | .460 | .286 | .704 | 10.4  | 4.3 | 1.7 | 1.8 | 2.9 | 20.8 |
| 1999–00      | MIN          | 81   | 81   | 40.0 | .497 | .370 | .765 | 11.8  | 5.0 | 1.5 | 1.6 | 3.3 | 22.9 |
| 2000–01      | MIN          | 81   | 81   | 39.5 | .477 | .288 | .764 | 11.4  | 5.0 | 1.4 | 1.8 | 2.8 | 22.0 |
| 2001–02      | MIN          | 81   | 81   | 39.2 | .470 | .319 | .801 | 12.1  | 5.2 | 1.2 | 1.6 | 2.8 | 21.2 |
| 2002–03      | MIN          | 82*  | 82*  | 40.5 | .502 | .282 | .751 | 13.4  | 6.0 | 1.4 | 1.6 | 2.8 | 23.0 |
| 2003–04      | MIN          | 82*  | 82*  | 39.4 | .499 | .256 | .791 | 13.9* | 5.0 | 1.5 | 2.2 | 2.6 | 24.2 |
| 2004–05      | MIN          | 82*  | 82*  | 38.1 | .502 | .240 | .811 | 13.5* | 5.7 | 1.5 | 1.4 | 2.7 | 22.2 |
| 2005–06      | MIN          | 76   | 76   | 38.9 | .526 | .267 | .810 | 12.7* | 4.1 | 1.4 | 1.4 | 2.4 | 21.8 |
| 2006–07      | MIN          | 76   | 76   | 39.4 | .476 | .214 | .835 | 12.8* | 4.1 | 1.2 | 1.7 | 2.7 | 22.4 |
| 2007–08      | BOS          | 71   | 71   | 32.8 | .539 | .000 | .801 | 9.2   | 3.4 | 1.4 | 1.2 | 1.9 | 18.8 |
| 2008–09      | BOS          | 57   | 57   | 31.1 | .531 | .250 | .841 | 8.5   | 2.5 | 1.1 | 1.2 | 1.6 | 15.8 |
| 2009–10      | BOS          | 69   | 69   | 29.9 | .521 | .200 | .837 | 7.3   | 2.7 | 1.0 | .8  | 1.5 | 14.3 |
| 2010–11      | BOS          | 71   | 71   | 31.3 | .528 | .200 | .862 | 8.9   | 2.4 | 1.3 | .8  | 1.6 | 14.9 |
| 2011–12      | BOS          | 60   | 60   | 31.1 | .503 | .333 | .857 | 8.2   | 2.9 | .9  | 1.0 | 1.8 | 15.8 |
| 2012–13      | BOS          | 68   | 68   | 29.7 | .496 | .125 | .786 | 7.8   | 2.3 | 1.1 | .9  | 1.6 | 14.8 |
| 2013–14      | BKN          | 54   | 54   | 20.5 | .441 | .000 | .809 | 6.6   | 1.5 | .8  | .7  | 1.3 | 6.5  |
| 2014–15      | BKN          | 42   | 42   | 20.3 | .455 | .167 | .829 | 6.8   | 1.6 | 1.0 | .3  | 1.1 | 6.8  |
| 2014–15      | MIN          | 5    | 5    | 19.6 | .581 | .000 | .500 | 5.2   | 1.6 | 1.0 | .8  | .2  | 7.6  |
| 2014-15計    | MIN          | 47   | 47   | 20.3 | .467 | .143 | .800 | 6.6   | 1.6 | 1.0 | .4  | 1.0 | 6.9  |
| 2015–16      | MIN          | 38   | 38   | 14.6 | .470 | .000 | .667 | 3.9   | 1.6 | .7  | .3  | .4  | 3.2  |
| 通算         | 通算         | 1462 | 1425 | 34.5 | .497 | .275 | .789 | 10.0  | 3.7 | 1.3 | 1.4 | 2.2 | 17.8 |
| オールスター | オールスター | 14   | 11   | 20.5 | .511 | .000 | .857 | 6.3   | 2.9 | 1.1 | .8  | 1.4 | 11.3 |

- 1998-99シーズンは50試合、2011-12シーズンは66試合でそれぞれ打ち切り
- 2008年のNBAオールスターゲームは選出されながら不出場

### プレーオフ
| シーズン | チーム | GP  | GS  | MPG  | FG%  | 3P%   | FT%   | RPG  | APG | SPG | BPG | TO  | PPG  |
| -------- | ------ | --- | --- | ---- | ---- | ----- | ----- | ---- | --- | --- | --- | --- | ---- |
| 1997     | MIN    | 3   | 3   | 41.7 | .471 | 1.000 | 1.000 | 9.3  | 3.7 | 1.3 | 1.0 | 1.3 | 17.3 |
| 1998     | MIN    | 5   | 5   | 38.8 | .480 | ---   | .778  | 9.6  | 4.0 | .8  | 2.4 | 4.4 | 15.8 |
| 1999     | MIN    | 4   | 4   | 42.5 | .443 | .000  | .739  | 12.0 | 3.8 | 1.8 | 2.0 | 3.3 | 21.8 |
| 2000     | MIN    | 4   | 4   | 42.8 | .385 | .667  | .813  | 10.8 | 8.8 | 1.2 | .8  | 2.8 | 18.8 |
| 2001     | MIN    | 4   | 4   | 41.3 | .466 | .000  | .833  | 12.0 | 4.3 | 1.0 | 1.5 | 1.5 | 21.0 |
| 2002     | MIN    | 3   | 3   | 43.3 | .429 | .500  | .719  | 18.7 | 5.0 | 1.7 | 1.7 | 4.0 | 24.0 |
| 2003     | MIN    | 6   | 6   | 44.2 | .514 | .333  | .607  | 15.7 | 5.2 | 1.7 | 1.7 | 3.0 | 27.0 |
| 2004     | MIN    | 18  | 18  | 43.5 | .452 | .313  | .776  | 14.6 | 5.1 | 1.3 | 2.3 | 4.2 | 24.3 |
| 2008     | BOS    | 26  | 26  | 38.0 | .495 | .250  | .810  | 10.5 | 3.3 | 1.4 | 1.1 | 2.1 | 20.4 |
| 2010     | BOS    | 23  | 23  | 33.3 | .495 | .000  | .839  | 7.4  | 2.5 | 1.1 | .9  | 1.4 | 15.0 |
| 2011     | BOS    | 9   | 9   | 36.3 | .441 | .000  | .759  | 10.9 | 2.6 | 1.9 | 1.0 | 2.1 | 14.9 |
| 2012     | BOS    | 20  | 20  | 36.9 | .497 | .250  | .813  | 10.3 | 1.5 | 1.2 | 1.5 | 2.2 | 19.2 |
| 2013     | BOS    | 6   | 6   | 35.3 | .500 | .000  | .941  | 13.7 | 3.5 | .8  | 1.0 | 3.2 | 12.7 |
| 2014     | BKN    | 12  | 12  | 20.8 | .524 | .000  | .739  | 6.3  | 1.3 | .8  | .4  | 1.1 | 6.9  |
| 通算     | 通算   | 143 | 143 | 36.9 | .478 | .273  | .789  | 10.7 | 3.3 | 1.2 | 1.3 | 2.4 | 18.2 |

## 個人記録

### タイトル
- NBAチャンピオン：2008
- リバウンド王（1試合平均）: 2004(13.9), 2005(13.5), 2006(12.7), 2007(12.8)
- 年間最多リバウンド：2004(1,139), 2005(1,108)
- 年間最多得点: 2004(1,987)
- 年間最多フィールドゴール成功： 2004(804)

### 受賞歴
- シーズンMVP：2004
- 最優秀守備選手賞: 2008
- オールスター選出：1997, 1998, 2000～2011, 2013（2008は怪我の為、欠場）
- オールスターMVP：2003
- オールNBA
  - 1stチーム：2000, 2003, 2004, 2008
  - 2ndチーム：2001, 2002
  - 3rdチーム：1999, 2007
- オールNBAディフェンシブ
  - 1stチーム：2000, 2001, 2002, 2003, 2004, 2005, 2008 , 2009 , 2011
  - 2ndチーム：2006, 2007 , 2012
- オールルーキー2ndチーム：1996

### その他の業績
- 1試合最多得点：47得点（vs フェニックス・サンズ 2005年1月4日）
- 2007年1月13日、10,000リバウンド達成
- 2008年3月8日、20,000得点達成
- 6年連続、20得点、10リバウンド、5アシスト以上を記録した唯一の選手(1999-2005)
- 9年連続、20得点、10リバウンド、4アシスト以上を記録した唯一の選手(1998-2007)
- キャリア通算、24,000得点、13,000リバウンド、5,000アシスト、1,700スティール、1,900ブロック以上を記録している唯一の選手